# Manglerud Star Toppfotball
Il Manglerud Star Toppfotball è una società calcistica norvegese con sede nella città di Oslo. Milita nella Fair Play Ligaen, terza divisione del campionato norvegese.

## Storia
Il club è il risultato di una fusione tra due società, datata 14 dicembre 2005: il Manglerud Star Fotball ed il Fotballklubben Oslo Øst.
Lo Oslo Øst fu fondato il 1º gennaio 2000. Cinque club minori della zona di Oslo decisero di riunire le forze in un'unica squadra, con l'obiettivo di voler raggiungere le divisioni più importanti del calcio norvegese, che singolarmente non sarebbero potute essere raggiunte da nessuno di quei club. Le squadre in questione furono Oppsal, Abildsø, Rustad, Nordstrand e Manglerud Star Fotball. Il Nordstrand lasciò successivamente il progetto e fu sostituito dallo Hauketo.
Nel 2001, l'Oslo Øst fu promosso nella 1. divisjon e, sorprendentemente, raggiunse la salvezza l'anno seguente. Il club retrocesse nel 2003, ma nel 2005 fu promosso nuovamente.
Nei sei anni di esistenza dell'Oslo Øst, la squadra fu tormentata da problemi economici. La mancanza di denaro giocò un ruolo nella prima retrocessione del club. Alla fine del 2005, fu trovata la soluzione: l'Oslo Øst si unì al Manglerud Star. Il nuovo nome diventò Manglerud Star Toppfotball.

## Palmarès

### Competizioni nazionali
- 2. divisjon: 2

2001 (gruppo 3), 2005 (gruppo 2)
- 4. divisjon: 1

2015

### Altri piazzamenti
- 2. divisjon:

Secondo posto: 2000 (gruppo 3)
Terzo posto: 2007 (gruppo 3)

## Rosa 2009
| N. |                     | Ruolo | Calciatore         |
| -- | ------------------- | ----- | ------------------ |
| 1  | Germania (bandiera) | P     | Lutz Pfannenstiel  |
| 2  | Norvegia (bandiera) | D     | Anders Haugseth    |
| 3  | Norvegia (bandiera) | D     | Mounir El-Masrouri |
| 4  | Norvegia (bandiera) | D     | Henning Jørgensen  |
| 5  | Norvegia (bandiera) | D     | Lorenzo Caroprese  |
| 6  | Norvegia (bandiera) | C     | Tommy Stenersen    |
| 7  | Norvegia (bandiera) | C     | Amir Sharif        |
| 8  | Norvegia (bandiera) | A     | Øystein Rogstad    |
| 9  | Norvegia (bandiera) | A     | Kim Larsen         |
| 10 | Svezia (bandiera)   | A     | Viktor Larsson     |
| 11 | Norvegia (bandiera) | A     | Nikolai Hagen      |
| 12 | Nigeria (bandiera)  | A     | Felix Ademola      |
| 14 | Norvegia (bandiera) | A     | Jonas Tekle        |

| N. |                      | Ruolo | Calciatore           |
| -- | -------------------- | ----- | -------------------- |
| 15 | Namibia (bandiera)   | D     | Oliver Risser        |
| 16 | Norvegia (bandiera)  | D     | Bård Olsen           |
| 17 | Norvegia (bandiera)  | C     | Kristoffer Eide      |
| 18 | Norvegia (bandiera)  | C     | Stig Haddal          |
| 19 | Norvegia (bandiera)  | C     | Bjørn Anders Fossum  |
| 20 | Polonia (bandiera)   | A     | Maciej Paszkiewicz   |
| 21 | Rep. Ceca (bandiera) | A     | Jiri Homola          |
| 22 | Norvegia (bandiera)  | A     | Mesut Can            |
| 23 | Norvegia (bandiera)  | C     | Cristoffer Kringberg |
| 24 | Norvegia (bandiera)  | D     | Martin Vethe         |
| 25 | Norvegia (bandiera)  | C     | Renas Jano           |
| 26 | Norvegia (bandiera)  | P     | Drin Shala           |
| 27 | Norvegia (bandiera)  | D     | Marius Bratland      |